# Список островов Чёрного моря
Ниже представлен список островов, расположенных в акватории Чёрного моря. Данный список неполон, перечислены только наиболее крупные и/или известные острова. Указаны как обитаемые, так и необитаемые острова. Также в список включены ска́лы, окружённые водой (кекуры). Большинство островов Чёрного моря имеют небольшую площадь и являются необитаемыми.

## Болгария
- Святая Анастасия
- Святой Иван
- Святой Кирилл
- Святой Пётр
- Святой Фома

См. также статью Список островов Болгарии

## Россия
- Крупинина
- Суджук
- Утриш

См. также статьи Список островов России и Список крупнейших островов России

## Румыния
- К[рум.] (Новая Земля; остров Счастья) — оспариваемая территория: 60 % площади принадлежит Украине, 40 % — Румынии. Обе стороны регулярно заявляют, что подавляющее большинство площади принадлежит именно их стране.
- Сакалин[рум.]

См. также статью Список островов Румынии

## Турция
- Гиресун[англ.]
- Кефкен
- Орду-Гиресун — искусственный остров, полностью занятый аэропортом[3]
- Хойнат[тур.]

См. также статью Список островов Турции

## Украина
- Березань
- Джарылгач — крупнейший остров Чёрного моря: 56 км² (62 км²)[4]
- Долгий
- Змеиный[5]
- Каланчакские острова
- Новая Земля[укр.] (остров К; остров Счастья) — оспариваемая территория: 60 % площади принадлежит Украине, 40 % — Румынии. Обе стороны регулярно заявляют, что подавляющее большинство площади принадлежит именно их стране.
- Орлов
- Первомайский
- Тендровская коса
- Устричные острова

См. также статью Список островов Украины

## Крым
- Адалары
- Георгиевская скала
- Золотые Ворота
- Иван-Баба
- Лебяжьи острова
- Орест и Пилад
- Скалы-корабли
- Тузла